# Françoise Barbe-Gall
Pour les articles homonymes, voir Barbe (homonymie) et Gall.
 (août 2013).
Françoise Barbe-Gall est une historienne d'art française, conférencière et autrice.

## Biographie
Elle passe en 1981 le concours des conférenciers des musées nationaux. Entre 1983 et 2011, elle est chargée de travaux dirigés en art moderne et contemporain  à l’École du Louvre et enseigne l'histoire de l'art à l'université de New York à Paris (N.Y.U) entre 1985 et 1987.
Elle est une experte des ouvrages didactiques sur l'histoire de l'art, chargée de cours d'histoire de l'art à l'Université Paris III - Sorbonne Nouvelle entre 1988 et 1990, elle enseigne l'histoire de la peinture à la Wesleyan University de Paris (VWPP) en 1990 et 1991.
Elle cofonde Hors-Cadre, une association culturelle destinée à promouvoir la connaissance de l'art, en 1982 et conçoit des programmes et des conférences au sein de l'association CORETA (« COmment REgarder un TAbleau »), qu'elle a fondée en 1992.

## Publications
- La Mirada, recueil d’articles, l’Agenda de l’Empresa, Séville, 2000
- Comment parler d’art aux enfants, Adam Biro, 2002, Éditions Le Baron perché, 2009
- Echos et Convergences, Cycle et coïncidence, musée d’Art moderne de Céret, 2002
- Versus, catalogue d’exposition de la rétrospective Tom Carr, Monasterio de Nostra Senora del Prado Valladolid, 2003
- Philippe Carpentier, Éditions Arichi, 2005
- Comment regarder un tableau, Éditions du Chêne, 2006[2]
- Le jardin imparfait de Tom Carr : une autre Genèse, Galerie Astarté, Madrid, 2007
- Comprendre les Symboles en peinture, Éditions du Chêne, 2007
- Comprendre l’Art moderne, Éditions du Chêne, 2009
- Comment regarder les impressionnistes, Éditions du Chêne, 2010
- Comment parler de l’art du XXe siècle aux enfants, Éditions Le Baron perché, 2011
- Comment parler de l'art et du sacré aux enfants, Éditions Le Baron perché, 2012
- Comment parler d'art aux enfants, volume 2, Éditions Le Baron perché, 2014[3],[4]

### Publications numériques
- Tombraining la galerie, Tombooks, 2012

### Enregistrements CD
- Cézanne, La sensation juste, Éditions Le Livre qui parle, 2011
- Degas, L’homme pressé, Éditions Le Livre qui parle, 2011
- Léonard de Vinci, Le monde en clair-obscur, Éditions Le Livre qui parle, 2011